# Moergen
Moergen (Mongol : ᠮᠡᠷᠭᠡᠨ, cyrillique : мэргэн (littéralement sage ou prophétiser),  transcription chinoise : chinois simplifié : 莫尔根 ; pinyin : mòěrgēn) est une chanteuse mongole de musique populaire, originaire de la Bannière gauche d'Alxa, dans la Région autonome de  Mongolie-Intérieure, en République populaire de Chine[réf. nécessaire].
La chanson Eejiin Buuvei Ээжийн бүүвэй (berceuse maternelle)  蒙古摇篮曲, Mēnggǔ yáolán qǔ, également chantée par la chanteuse mongole Oyunaa, ou Oyuuntülkhüür (Дамдинсүрэнгийн Оюунтүлхүүр, Damdinsûrengiin Oyuuntülkhüür), une berceuse qu'elles interprètes en mongol, et qu'Oyunaa chante également en japonais. Elle a été reprise en japonais également, par la chanteuse des Îles Ryūkyū, Rimi Natsukawa.

## Biographie
Elle naît dans  Bannière gauche d'Alxa.
En 2000 elle travaille comme musicienne pour le Wulan muqi (乌兰牧骑, wūlán mùqí (translittération d'un terme d'origine mongole)), formation musicale de la bannière d'Alxa[réf. nécessaire].
En 2001, elle réussit son examen d'entrée à l'université centrale des minorités (chinois simplifié : 中央民族大学 ; pinyin : zhōngyāng mínzú dàxué, traduit en anglais par Minzu University of China, MUC) à Pékin, où elle étudie dans la section de chant, jusqu'à sa thèse[réf. nécessaire].
Elle enregistre ensuite aux éditions de la radiodiffusion centrale populaire (chinois : 中央人民广播电台播出[réf. nécessaire].
Elle chante ensuite à Taïwan et Hong Kong.

## Musicographie

### Albums solo
- Menggu tianlai (chinois : 《蒙古天籁》 ; pinyin : Mēnggǔ tiānlài ; litt. « le son de la nature »), éditeur 广东音像出版社 (ISRC : CN-F18-06-326-00/A.J6) , 24 mars 2006, en mandarin.
- Chahannaoer (chinois : 《察汗淖尔》 ; pinyin : cháhànnàoěr (translittération du mongol)), 1er mai 2008, en mandarin et mongol.

### Compilations
- Menggu liya (《蒙古利亚》, Mēnggǔ lìyà)